# Belakowce
Belakowce (mac. Бељаковце) – wieś w Macedonii Północnej, w gminie Kumanowo.